# Ferdinand Hodler

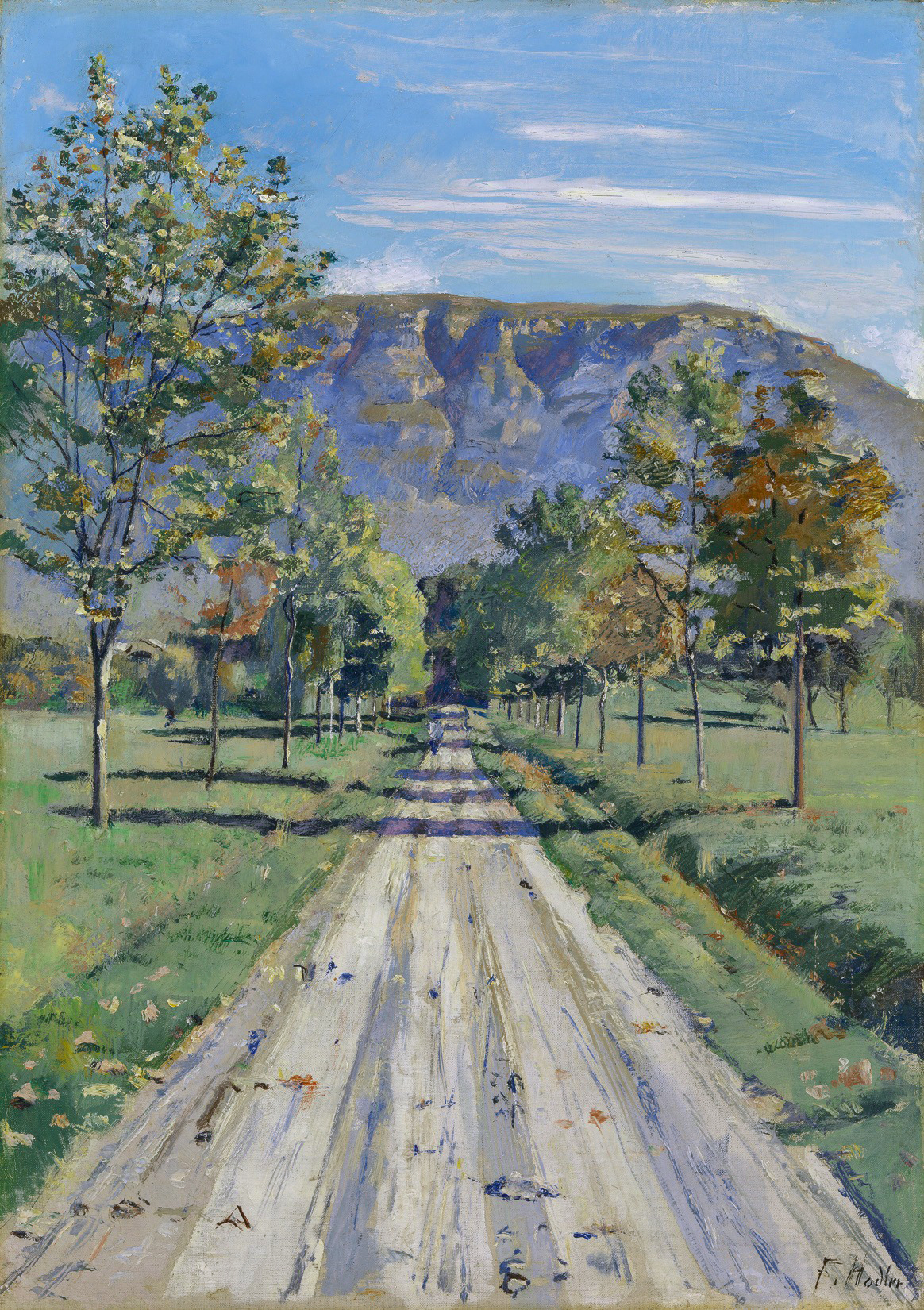
De weg naar Evordes (ca. 1890)

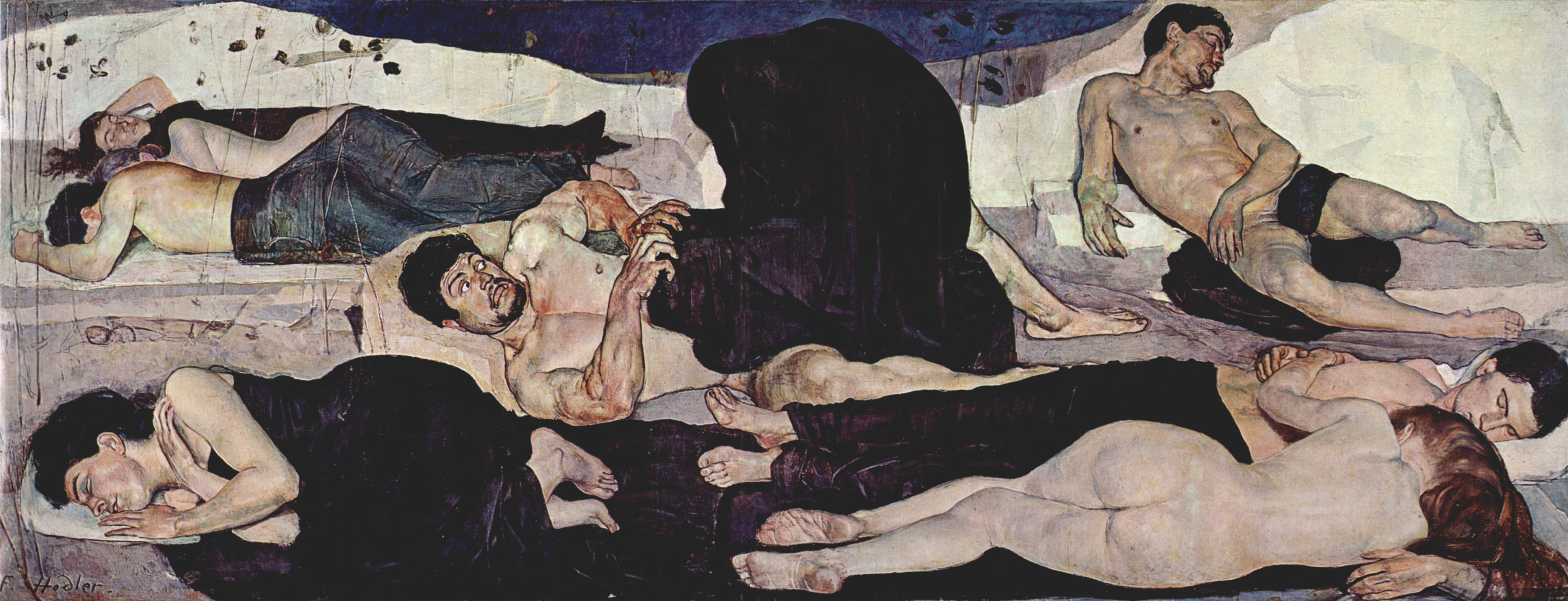
De Nacht (1891), Kunstmuseum Bern.

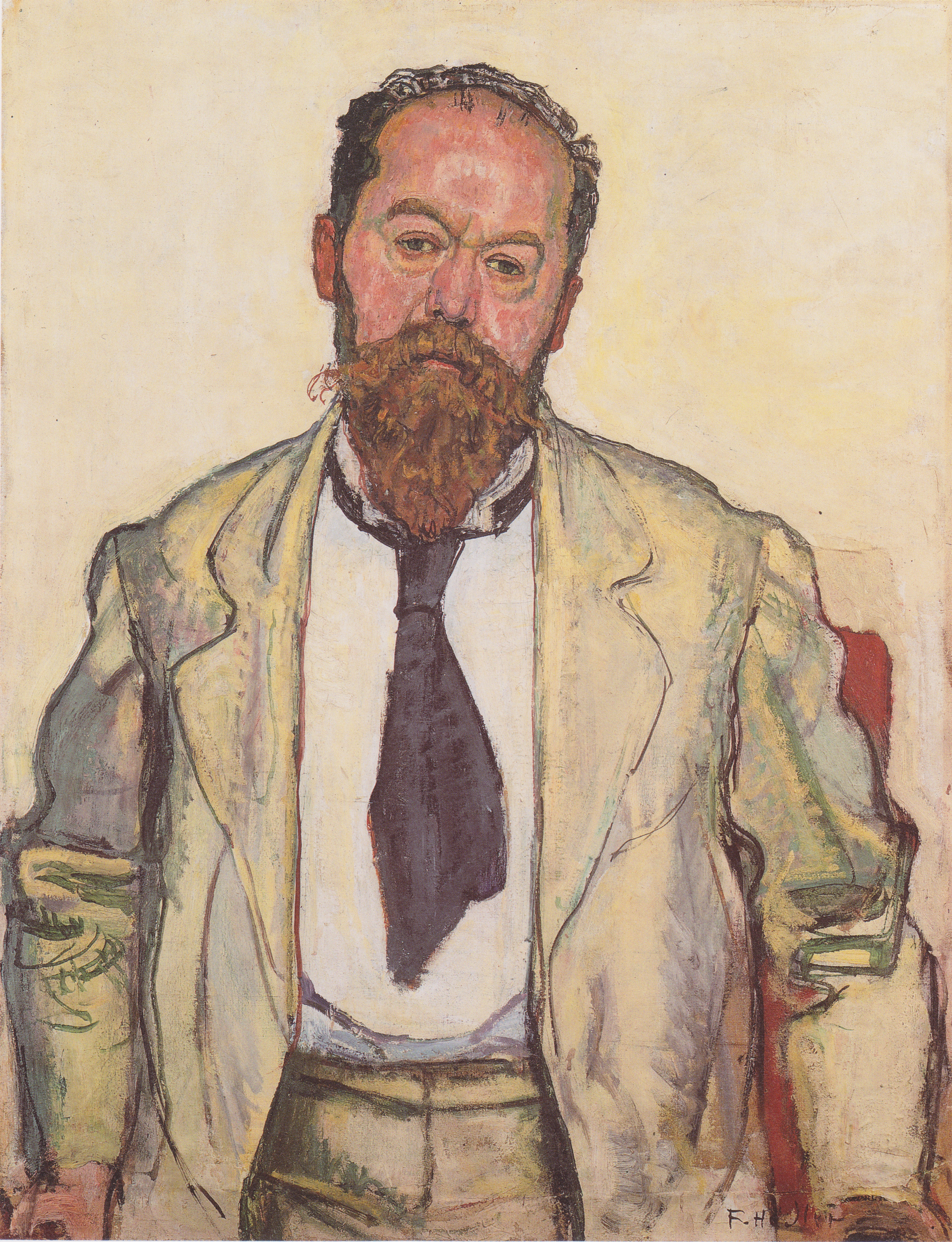
Portret van Mathias Morhardt, 1911.

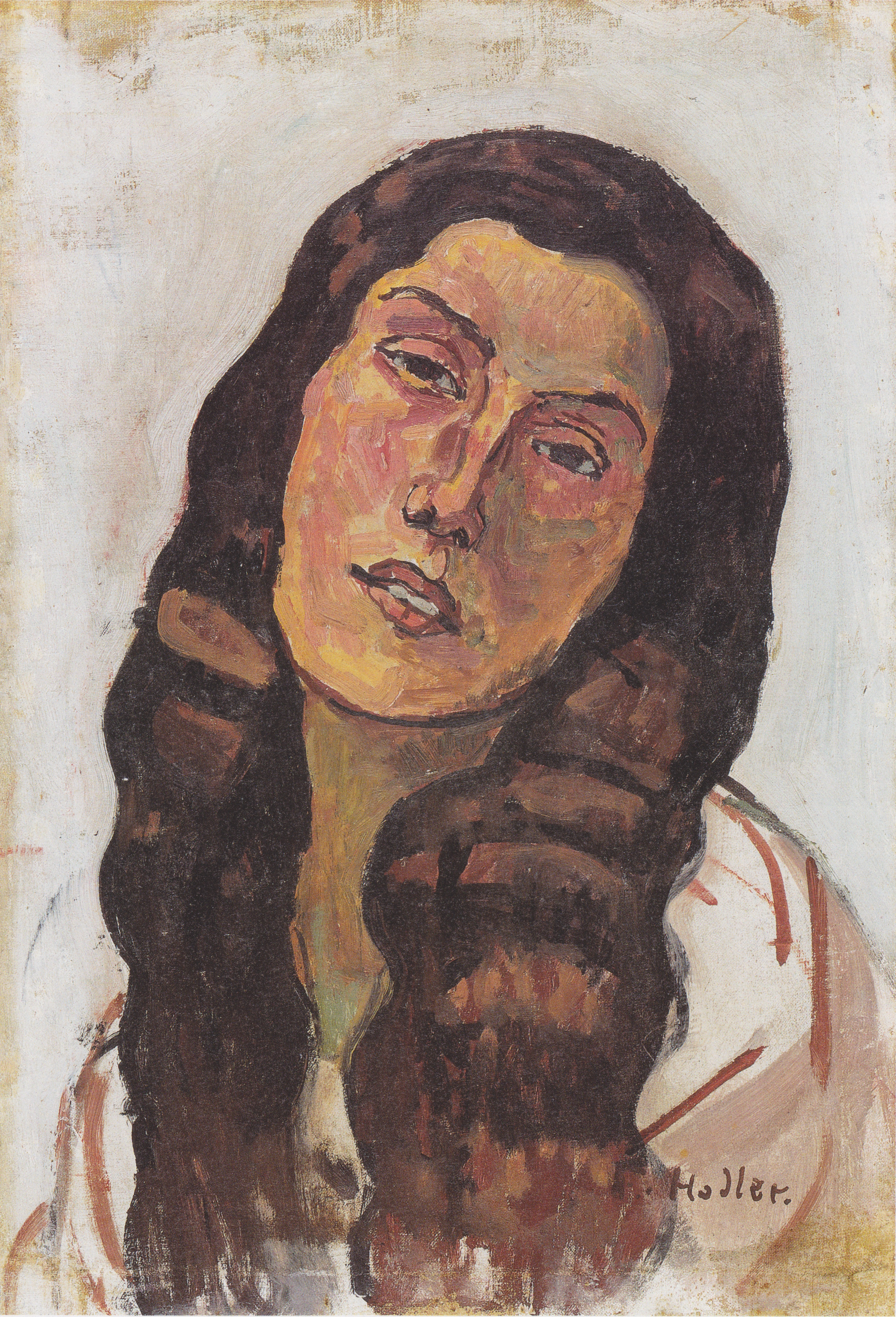
Portret van Valentine Godé-Darel (1913)

Ferdinand Hodler (Bern, 14 maart 1853 – Genève, 19 mei 1918) was een Zwitserse kunstschilder die verschillende stijlen doorliep, van realisme via symbolisme en art nouveau naar expressionisme, en ook een eigen stijl ontwikkelde die hij parallellisme noemde. Hij is een van de bekendste kunstenaars van Zwitserland.  

## Biografie
Ferdinand Hodler werd geboren in Bern in straatarme omstandigheden. Zijn moeder was kok in een gevangenis, en daar werd Hodler geboren. Zijn beide ouders stierven aan tbc, net als diverse andere familieleden. Hodler verhuisde naar Genève toen hij achttien jaar was, om daar als huisschilder te gaan werken, maar hij besloot al snel kunstschilder te worden. Hij leerde dit zichzelf door werken na te schilderen in een Geneefs museum, waar hij ontdekt werd door de landschapsschilder Barthélémy Menn, wiens leerling hij was van 1872-1878. In die periode volgde hij ook lessen in Thun bij de landschapsschilder Ferdinand Sommer-Collier.
Hodlers zoon Hector Hodler werd in 1887 geboren en was een van de grondleggers van de Esperanto-beweging. In 1889 huwde Hodler met Bertha Stucki, maar in 1891 was het koppel alweer gescheiden. In dat jaar verhuisde Hodler naar Parijs, waar hij zich aansloot bij de Rozenkruisers. In 1898 trouwde hij met Berthe Jacques. Nadat hij in 1914, aan het begin van de Eerste Wereldoorlog, de verwoesting van Reims door Duits artillerievuur had veroordeeld, was zijn werk niet meer welkom in Duitse kunstmusea. Hodler verspeelde er ook veel Duitse opdrachten mee.
De maîtresse van Hodler, Valentine Godé-Darel, kreeg in 1914 te horen dat ze kanker had. De vele uren die Hodler aan haar bed doorbracht resulteerden in een serie schilderijen die haar aftakeling documenteren. Haar overlijden in 1915 greep Hodler zeer aan. 
Hodlers werk is omstreden geweest. Zo werd het schilderij De Nacht geweigerd voor een expositie in Genève. Hodler huurde zelf een kamertje om het op te hangen. Hij vroeg 1 frank aan wie het wilde bekijken. Hiermee verdiende hij 1300 frank. Toen hij vervolgens met het schilderij naar Parijs reisde werd het daar meteen tentoongesteld. Zijn zakeninstinct bleek ook uit het feit dat hij vaak zijn voorstudies verkocht, soms zelfs in delen verknipt. Hodler was zeer rijk toen hij overleed.

## Werk
Het vroege werk van Hodler bestaat uit landschappen, composities van figuren en portretten, die zeer realistisch geschilderd zijn.
In het laatste decennium van de 19e eeuw werd zijn stijl beïnvloed door onder andere het symbolisme en de art nouveau. Hodler ontwikkelde een eigen stijl die hij het parallellisme doopte, gekarakteriseerd door groepen figuren die symmetrisch geplaatst werden, daarbij de suggestie wekkend van een ritueel of een dans.
Het late werk van Hodler heeft een expressionistisch aspect, met sterk gekleurde geometrische figuren. Bij zijn dood in 1918 liet hij een aantal onvoltooide werken na die de stad Genève als onderwerp hebben.
Werk van Ferdinand Hodler is te vinden in de collecties van:
- Kunstmuseum Den Haag
- Musée d’Art et d’Histoire (Genève)
- Musée d'Orsay, Parijs
- Kunsthaus Glarus
- Kunsthaus Zürich
- Kunstmuseum Basel
- Kunstmuseum Bern
- Kunstmuseum Sankt Gallen
- Kunstmuseum Solothurn
- Museum zu Allerheiligen, Schaffhausen

Het Schweizerische Institut für Kunstwissenschaft in Zürich heeft in 2008 alle landschappen bijeengebracht in een elektronische Catalogue Raisonné.

## Trivia

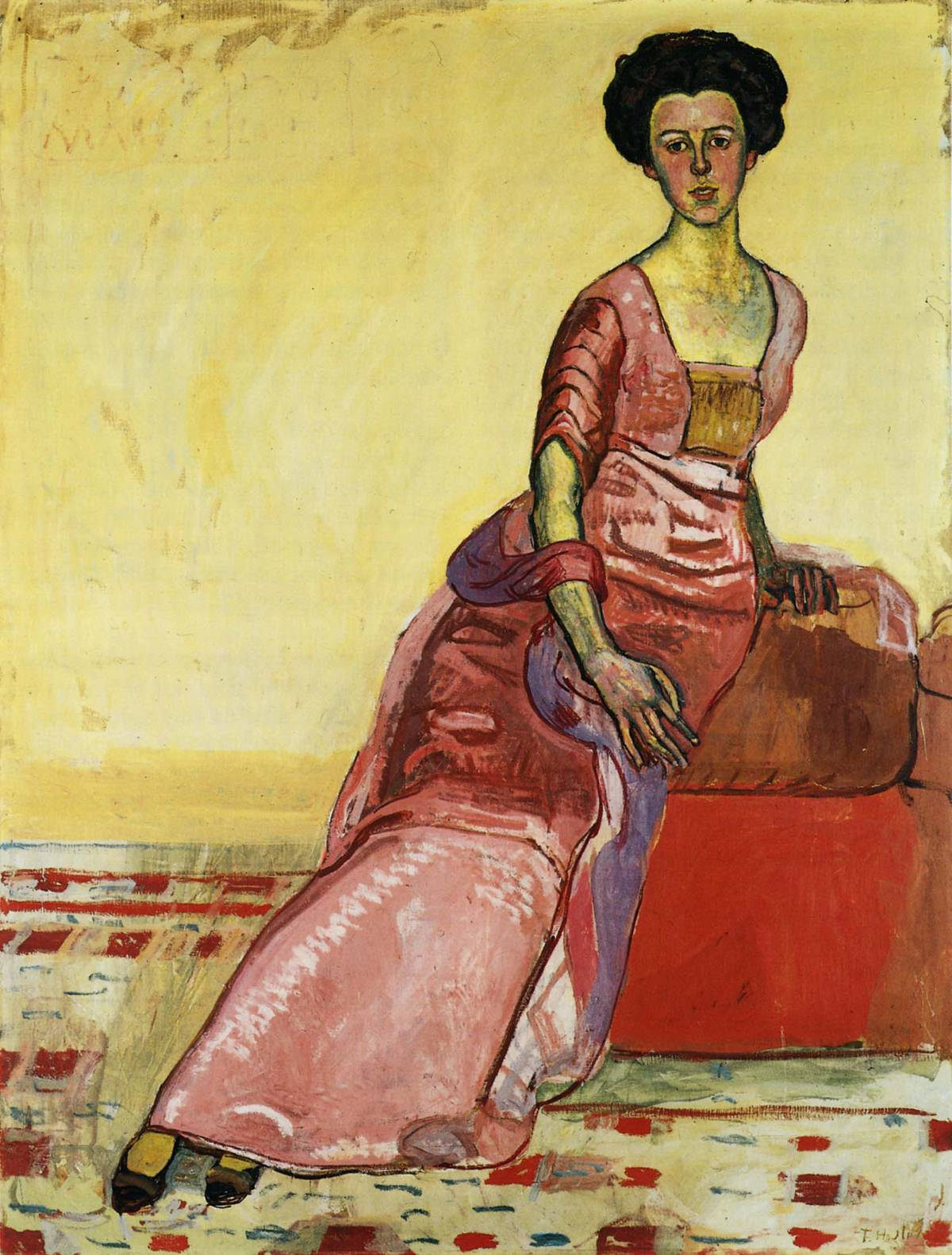
Portret van Gertrud Dübi-Müller door Ferdinand Hodler, 1911 (Kunstmuseum Solothurn, Dübi-Müller-Stiftung).

- Hodler was bevriend met de Zwitserse kunstverzamelaarster en mecenas Gertrud Dübi-Müller, die hij in 1911 zou portretteren.[3]

## Onderscheidingen
- Eerste prijs voor het ontwerp van een muurschildering, Landesmuseum te Zürich (1897)
- Frankrijk: Officier van het Legioen van Eer (1913)